# Lassi Noponen

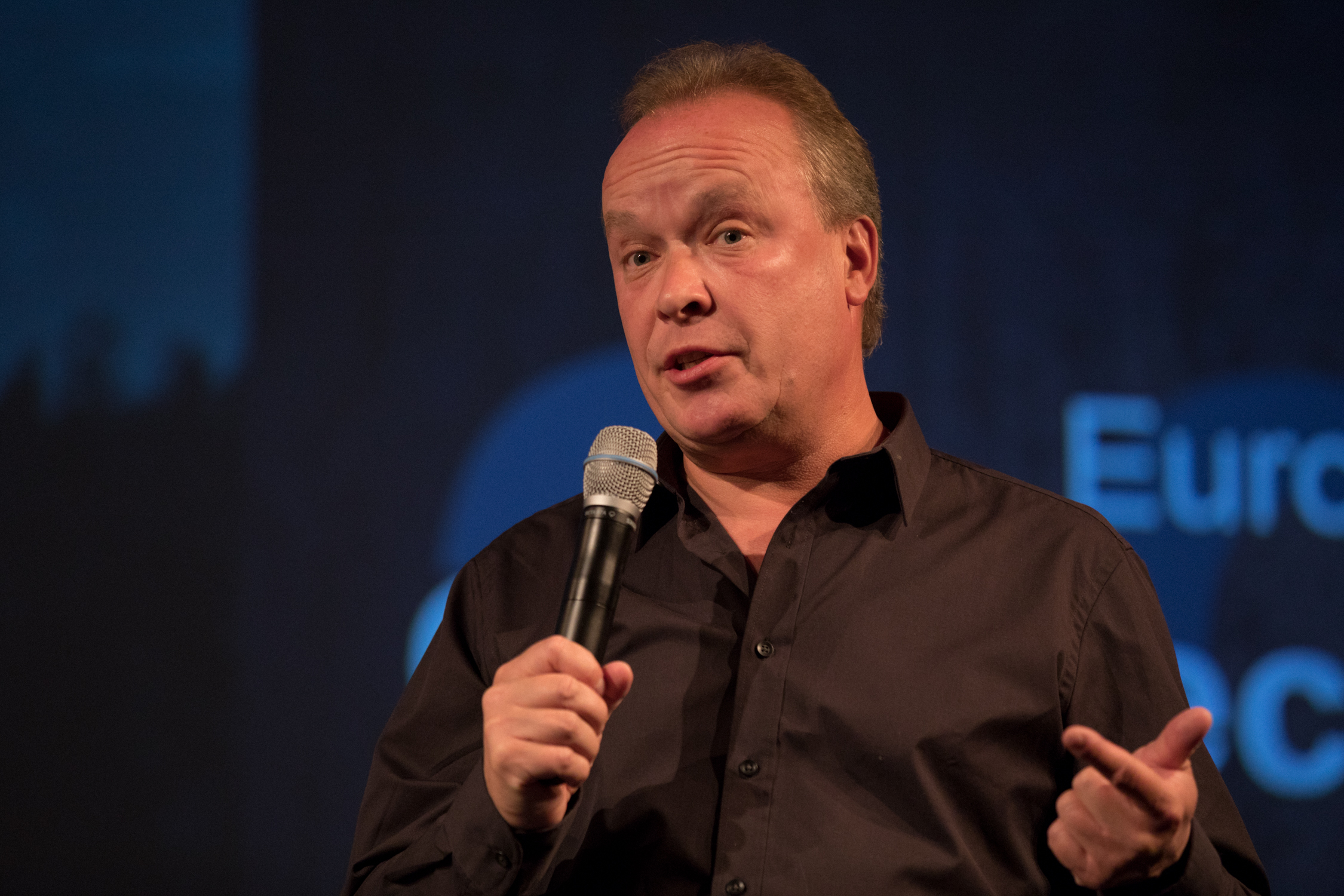
Loudspring medgrundare Lassi Noponen på ett Loudspring event 2017 i Helsingfors

Lassi Noponen, född 1963, är en finsk entreprenör och företagsledare. Noponen är en av grundarna och långvarig styrelseordförande och VD för Loudspring Oyj (tidigare Cleantech Invest Oyj), som är listade på First North i både Helsingfors och Stockholm. Tillsammans med sina partners Tarja Teppo och Timo Linnainmaa grundade han 2010 Loudsprings företagssaccelerator och investeringsaktiviteter för nordiska start up-företag inom ”cleantech”-området. Loudspring fokuserar på energi- och materialeffektivitet och decentraliserad, förnybar energi. Under 2000-talet har Noponen varit en välkänd debattör och expert inom miljötekniska frågor i Finland 

Några välkända bolag som ingår i Loudsprings företagsaccelerator inkluderar, ResQ Club Oy, som fokuserar på att minska matsvinnet, PlugSurfing, en laddningstjänst för elbilar som förvärvats av Fortum, Nuuka Solutions Oy, som fokuserar på fastighetsdigitalisering och energieffektivitet, Enersize Oyj, som hjälper till att förbättra energieffektiviteten i industriella tillverkningsprocesser, Eagle Filters Oy, som fokuserar på att förbättra effektiviteten i energiproduktionen, och Savo-SolarOyj, som tillverkar solfångare.
Under 2018 utredde Finansinspektionen Loudsprings börsmeddelanden och dess grundare, efter att ett av Loudsprings portföljbolag Nocart Oy stötte på ekonomiska svårigheter 2018 och sedan gick i konkurs. I november 2019 avslutade Finansinspektionen sin utredning och uppgav i sitt beslut att ärendet inte motiverade ytterligare åtgärder.
År 2000 bildade Noponen tillsammans med Veikko Lesonen och ytterligare två delägare investeringsbolaget Proventia Group Oyj (tidigare Clean Future Technologies Oy), som fokuserade på nystartade företag, inom miljöteknik samt hälsa och välmående. Noponen tjänstgjorde som VD och koncernchef för Proventia Group Plc från 2000 till 2006. Proventia Group var ett av de första cleantech-fokuserade investeringsbolagen i världen.
Välkända portföljbolag i Proventia Group är vindkraftsföretaget Winwind Oy, som under Noponens ledning genomförde flera finansieringsrundor med Indian Sterling Infotech Group och 2008 det hittills största riskkapitalbolaget med en kapitalinvesteringsrunda (120 MEUR) med Abu Dhabi Masdar Cleantech Fund. År 2008 avyttrade Proventia Group sitt ägande av WinWinD och blev majoritetsägare i Masdar Cleantech Fund Abu Dhabi. Andra välkända portföljbolag i Proventia Group Oy var till exempel, gymkedjan Club Wellness, som först slogs samman med SATS och sedan med Elixia, och Proventia Oy (tidigare Finn Katalyt Oy och Proventia Emission Control Oy) med fokus på utsläppskontroll av dieselmotorer. 2008 avyttrade Lassi Noponen sin andel i Proventia Group Plc.

Tidigare på 1990-talet hade Noponen en karriär hos Neste Corporation. Till en början arbetade han som advokat och IPR-chef och senare som chef för M&A, både i Neste Chemicals-divisionen och i Neste Group, och fortsatte som Group Controller och Director of M&A. 1999 blev Noponen delägare och ansvarig för M&A hos Evli Corporate Finance Ltd. Lassi Noponen är grundare av Technosphere Oy, som grundades 1995 och fokuserar på förvaltningen av tekniska tillgångar som såldes 2000. 
Från 2008 till 2016 var Noponen styrelseledamot, vice ordförande och ordförande för börsnoterade Incap Corporation.
Lassi Noponen har en kandidatexamen i juridik från universitetet i Åbo och en magisterexamen (management) från London Business School. Noponens militära rang är löjtnant i reserven och han och tjänstgjorde som generalsekreterare för reservofficersskolans studentkår under kurs 193.
Noponen var den första som utsågs till Cleantech Scandinavia Hall of Fame 2008 med den officiella motiveringen: ”Lassi Noponen har visat exempel på att stora riskkapitalbolagsinvesteringar från internationella investerare i nordiska renteknologibolag är möjliga”. Masdar Cleantech Funds kapitalinvestering i WinWind var en milstolpe för nordiska nystartade ”cleantech”-företag som sökte kapital för kommersialiseringsfasen. Detta var den största kapitalinvesteringen i cleantech 2008, vilket hjälpte till att de nordiska länderna kom på den internationella cleantech-kartan.